# فهرست کشورهای تولیدکننده فلدسپات
این فهرست کشورهای تولیدکننده فلدسپات، در سال ۲۰۰۶ است. این امار بر اساس»بررسی زمین‌شناسی بریتانیا«در جولای ۲۰۰۸ منتشر شده‌است.

تولید فلدسپات در سال ۲۰۰۵. کلیک کنید بر روی تصویر برای جزئیات بیشتر.

| رتبه | کشور          | تولید فلدسپات (تن) |
| ---- | ------------- | ------------------ |
|      | جهان          | ۱۵٬۷۰۰٬۰۰۰         |
| ۱    | ترکیه         | ۲٬۵۰۰٬۰۰۰          |
| ۲    | چین           | ۲٬۳۰۰٬۰۰۰          |
| ۳    | ایتالیا       | ۱٬۸۰۰٬۰۰۰          |
| ۴    | تایلند        | ۱٬۰۶۷٬۶۸۴          |
| ۵    | ژاپن          | ۸۰۰٬۰۰۰            |
| ۶    | ایالات متحده  | ۷۶۰٬۰۰۰            |
| ۷    | اسپانیا       | ۶۷۰٬۰۰۰            |
| ۸    | فرانسه        | ۶۵۰٬۰۰۰            |
| ۹    | جمهوری چک     | ۴۸۷٬۰۰۰            |
| ۱۰   | مکزیک         | ۴۵۹٬۲۰۹            |
| ۱۱   | کره جنوبی     | ۴۲۷٬۳۷۸            |
| ۱۲   | ایران         | ۴۱۱٬۸۰۷            |
| ۱۳   | هندوستان      | ۳۶۲٬۸۵۳            |
| ۱۴   | لهستان        | ۳۵۹٬۵۱۲            |
| ۱۵   | مصر           | ۳۵۰٬۰۰۰            |
| ۱۶   | ونزوئلا       | ۲۰۰٬۰۰۰            |
| ۱۷   | ویتنام        | ۲۰۰٬۰۰۰            |
| ۱۸   | آرژانتین      | ۱۷۰٬۷۲۸            |
| ۱۹   | المان         | ۱۶۷٬۳۳۲            |
| ۲۰   | برزیل         | ۱۶۶٬۴۱۸            |
| ۲۱   | روسیه         | ۱۶۰٬۰۰۰            |
| ۲۲   | مالزی         | ۱۴۲٬۳۵۸            |
| ۲۳   | پرتغال        | ۱۲۹٬۳۳۳            |
| ۲۴   | استرالیا      | ۱۰۲٬۰۰۰            |
| ۲۵   | کلمبیا        | ۱۰۰٬۰۰۰            |
| ۲۶   | یونان         | ۱۰۰٬۰۰۰            |
| ۲۷   | آفریقای جنوبی | ۷۶٬۷۲۲             |
| ۲۸   | اکراین        | ۶۷٬۳۱۲             |
| ۲۹   | نروژ          | ۶۷٬۰۰۰             |
| ۳۰   | الجزایر       | ۶۵٬۶۱۵             |
| ۳۱   | سری لانکا     | ۵۶٬۰۵۰             |
| ۳۲   | عربستان سعودی | ۴۶٬۷۰۰             |
| ۳۳   | فنلاند        | ۴۳٬۱۸۷             |
| ۳۴   | اکوادور       | ۴۰٬۰۰۰             |
| ۳۵   | مقدونیه       | ۳۸٬۱۲۴             |
| ۳۶   | رومانی        | ۳۷٬۵۵۳             |
| ۳۷   | بلغارستان     | ۳۵٬۰۰۰             |
| ۳۸   | اندونزی       | ۲۴٬۰۰۰             |
| ۳۹   | سوئد          | ۲۴٬۰۰۰             |
| ۴۰   | پاکستان       | ۲۲٬۴۳۵             |
| ۴۱   | مراکش         | ۲۰٬۰۰۰             |
| ۴۲   | گواتمالا      | ۱۷٬۱۷۶             |
| ۴۳   | فیلیپین       | ۱۲٬۰۰۰             |
| ۴۴   | اردن          | ۱۱٬۰۵۴             |
| ۴۵   | برمه          | ۱۰٬۰۰۰             |
| ۴۶   | پرو           | ۹٬۲۸۷              |
| ۴۷   | شیلی          | ۸٬۵۴۷              |
| ۴۸   | کوبا          | ۵٬۵۰۰              |
| ۴۹   | ازبکستان      | ۴٬۳۰۰              |
| ۵۰   | اروگوئه       | ۲٬۴۷۰              |
| ۵۱   | بریتانیا      | ۱٬۴۴۱              |